# János Veres (lekarz)
János Veres (ur. 14 listopada 1903 w Kismajtény, zm. 27 stycznia 1979) – węgierski lekarz. W 1932 wprowadził do medycyny wymyśloną przez siebie igłę – znaną dziś jako igła Veresa.